# Composto inorgânico

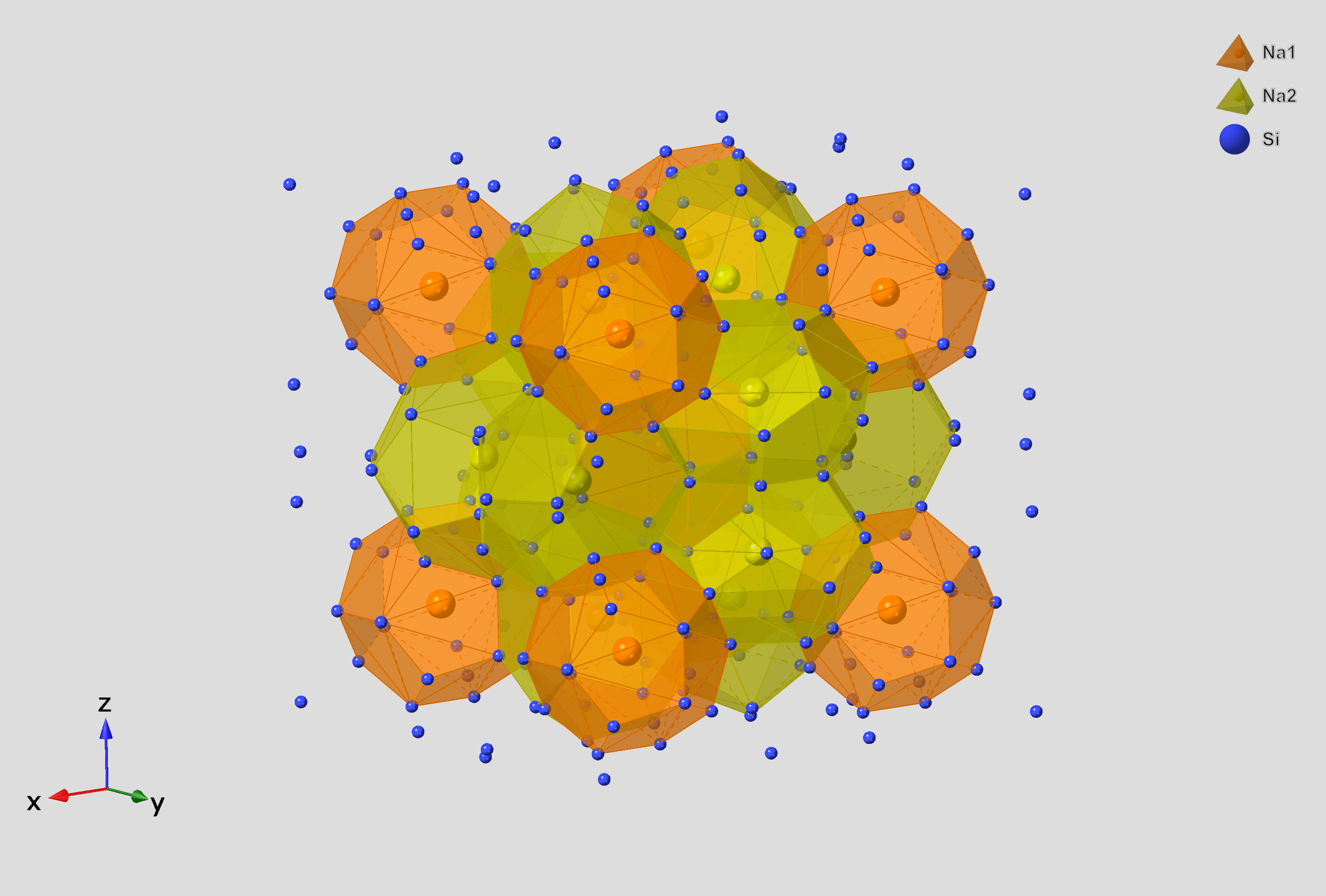
rystal structure of the inorganic clathrate compound Na8Si46

Um composto inorgânico é uma substância química composta pela combinação de dois ou mais elementos. Alguns compostos químicos são chamados de inorgânicos porque são provenientes de minerais e não de seres vivos ou matérias orgânicas.
Existe uma dificuldade na compreensão de compostos inorgânicos que possuem carbono em sua composição, como o dióxido de carbono, porque a maioria dos compostos que contêm carbono são compostos orgânicos.
Podemos caracterizar compostos inorgânicos como aqueles que contêm metais ou átomos de hidrogênio combinado com um não metal ou um grupo de não metais.
Podem ser compostos iônicos (ex.: NaCl) ou ainda moleculares (ex.: silicatos), mas não é raro observar mais de um tipo de ligação em compostos inorgânicos. Os compostos de coordenação também pertencem a esta categoria de compostos e formam ligações de coordenação que tem caráter iônico ou covalente.
Os compostos inorgânicos são constituintes químicos de uma célula e são constituídos basicamente por água e sais minerais.

## Ar
- É a substância que está presente em toda a atmosfera terrestre.
- Participando na respiração dos seres vivos.
- Cuja temperatura, peso, e pressão são variáveis.
- É composto principalmente por 70% de nitrogênio e 21% de oxigênio, entre outros gases.

## Água
- É a substância mais abundante na natureza e nos seres vivos.[1]
- Participa em todos os processos vitais, toma parte nas reações celulares, serve como solvente e como veículo de transporte de materiais no interior dos organismos vivos. Na espécie humana encontra-se na proporção de 73%.
- Atua na manutenção do equilíbrio osmótico dos organismos em relação ao meio ambiente.
- A proporção da água é variável com a espécie, com o tecido, com a idade e com o metabolismo. Quanto menor a quantidade de água, mais rígido é o tecido; os embriões e as crianças têm mais água nos tecidos que os adultos; os tecidos de maior atividade metabólica têm mais água na sua composição.
- Age como regulador térmico, devido ao seu elevado calor específico, não permitindo bruscas variações de temperatura (homeostase).
- Intervém em reações de hidrólise.
- Atua como meio de difusão de muitas substâncias.

## Sais Minerais
- São substâncias importantes para os seres vivos, podendo aparecer no organismo dissociados no protoplasma, regulando a pressão osmótica e atuando na manutenção do PH das células. Os iões, provenientes dos sais minerais, possuem várias funções no organismo vivo: formam o esqueleto de muitos animais.
- Atuam no equilíbrio da água no organismo, na transmissão do impulso nervoso, no transporte de gases (oxigênio e dióxido de carbono), na fotossíntese, no funcionamento de enzimas, etc..[1]
- Têm função plástica e reguladora, os sais minerais mais importantes são:
- {\displaystyle Na} → Sódio → Atua junto com o Potássio na condução nervosa, na contração muscular e equilíbrio de fluidos no organismo;
- {\displaystyle K} → Potássio → Atua junto com o Sódio na condução nervosa, na contração muscular e equilíbrio de fluidos no organismo;
- {\displaystyle Cl} → Cloro → Junto com o Sódio e o Potássio mantém o controle osmótico (de água);
- {\displaystyle Ca} → Cálcio → Composição de ossos e dentes, contração muscular e coagulação sanguínea;
- {\displaystyle Fe} → Ferro → Hemoglobina e Mioglobina (transporte de oxigênio pelo sistema circulatório);
- {\displaystyle Mg} → Magnésio → Participa da composição da clorofila e da estrutura de ribossomos e ossos;
- {\displaystyle (PO_{4})^{-3}} → Fosfato → Composição óssea (Fosfato de Cálcio e Magnésio) e molécula de ATP (Adenosina trifosfato) / Fosfolipídio→ Participa da estrutura da membrana celular, do DNA e RNA;
- {\displaystyle I} → Iodo → Participa da estrutura dos hormônios T3 (Tri-Iodotironina) e T4 (Tetra-Iodotironina) da Glândula Tireoide que estimula o metabolismo basal (quantidade total de energia gasta para a manutenção da atividade vital);
- {\displaystyle F} → Flúor → Estimula a mineralização do esmalte dentário (flúor e fluoreto), previne dilatação das veias, causa problemas na vesícula, além de paralisia.